# Protaetia engganica
Protaetia (Pachyprotaetia) engganica – gatunek chrząszcza z rodziny poświętnikowatych i podrodziny kruszczycowatych.
Gatunek ten został opisany w 2011 roku przez Stanislava Jákla.
Ciało długości 16,2 mm, z wierzchu rudobrązowe z ciemnobrązową głową, od spodu jasnobrązowe z metalicznozielonym połyskiem. Omszenie ciała żółtawe, na przedpleczu i pokrywach złożone z setek bardzo małych łatek. Tylna połowa pokryw z gęstym, dwukierunkowym rowkowaniem, tworzącym siatkę. Paramery mają brzuszny guzek odsunięty dalej od wierzchołka, który jest nieco bardziej wydłużony niż u P. mixta.
Chrząszcz orientalny, znany wyłącznie z indonezyjskiej wyspy Enggano.